# Oda Nobukatsu
Oda Nobukatsu (織田信雄?   1558–10 de junio de 1630), también conocido como Oda Nobuo fue un samurái japonés que vivió durante el período Azuchi-Momoyama de la historia de Japón.
Nobukatsu fue el segundo hijo de Oda Nobunaga y fue adoptado por el clan Kitabatake para asegurar la hegemonía del clan Oda en la Provincia de Ise.
Participó activamente en las dos campañas de Iga. Después del declive del clan después de la muerte de Nobunaga durante el Incidente de Honnō-ji, mantuvo los intereses del clan frente al ascenso de Toyotomi Hideyoshi.
Peleó en la batalla de Komaki y Nagakute de 1584 y se levantó en armas en contra del clan Hōjō de Odawara en 1590.
Murió a la edad de 73 años.